# Lengenfeld (Oberostendorf)

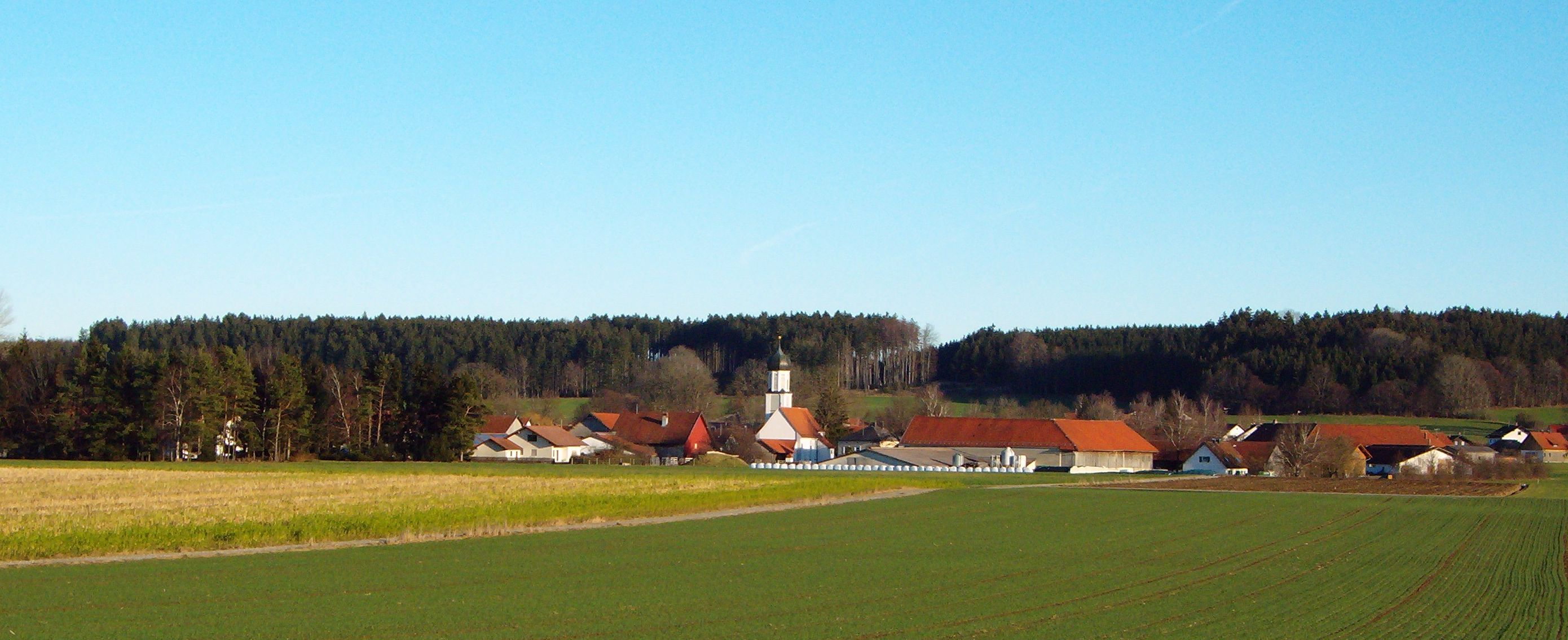
Ortsansicht von Lengenfeld

Lengenfeld ist Ortsteil der Gemeinde Oberostendorf im schwäbischen Ostallgäu.

## Geografie
Das kleine Haufendorf mit etwa 180 Einwohnern und einer Fläche von rund 700 Hektar liegt am Ostrand des Kirchweihtales zwischen Kaufbeuren und Landsberg am Lech am westlichen Fuß eines Höhenzuges, der das Lech- vom Wertachtal scheidet. Das Dorfbild ist landwirtschaftlich geprägt (Milchwirtschaft, Ackerbau), 2009 existierten 11 landwirtschaftliche Vollerwerbs- sowie eine Reihe von Nebenerwerbsbetrieben.

## Geschichte
Lengenfeld wird am 5. Februar 1059 in einer Urkunde König Heinrichs des Vierten als Grenzort des Wildbannbezirks von Bischof Heinrich II. erstmals urkundlich erwähnt, eine frühere Besiedelung ist anhand von Hügelgräbern nachweisbar. Eine am Stockberg liegende Burgruine wird dem Dienstmannengeschlecht von Lengenfeldd zugeordnet und wurde 1414 aufgegeben, der Schlossherr Ruprecht von Lechsberg bezog einen Hof in Lengenfeld. Das Dorf wechselte in den Besitz des Augsburgers Ulrich Honold, ging dann an das Kloster Steingaden und das Hochstift Augsburg, ehe es durch die Säkularisation bayerisch wurde.
Seit dem 1. Mai 1978 gehört das Dorf zur Gemeinde Oberostendorf.

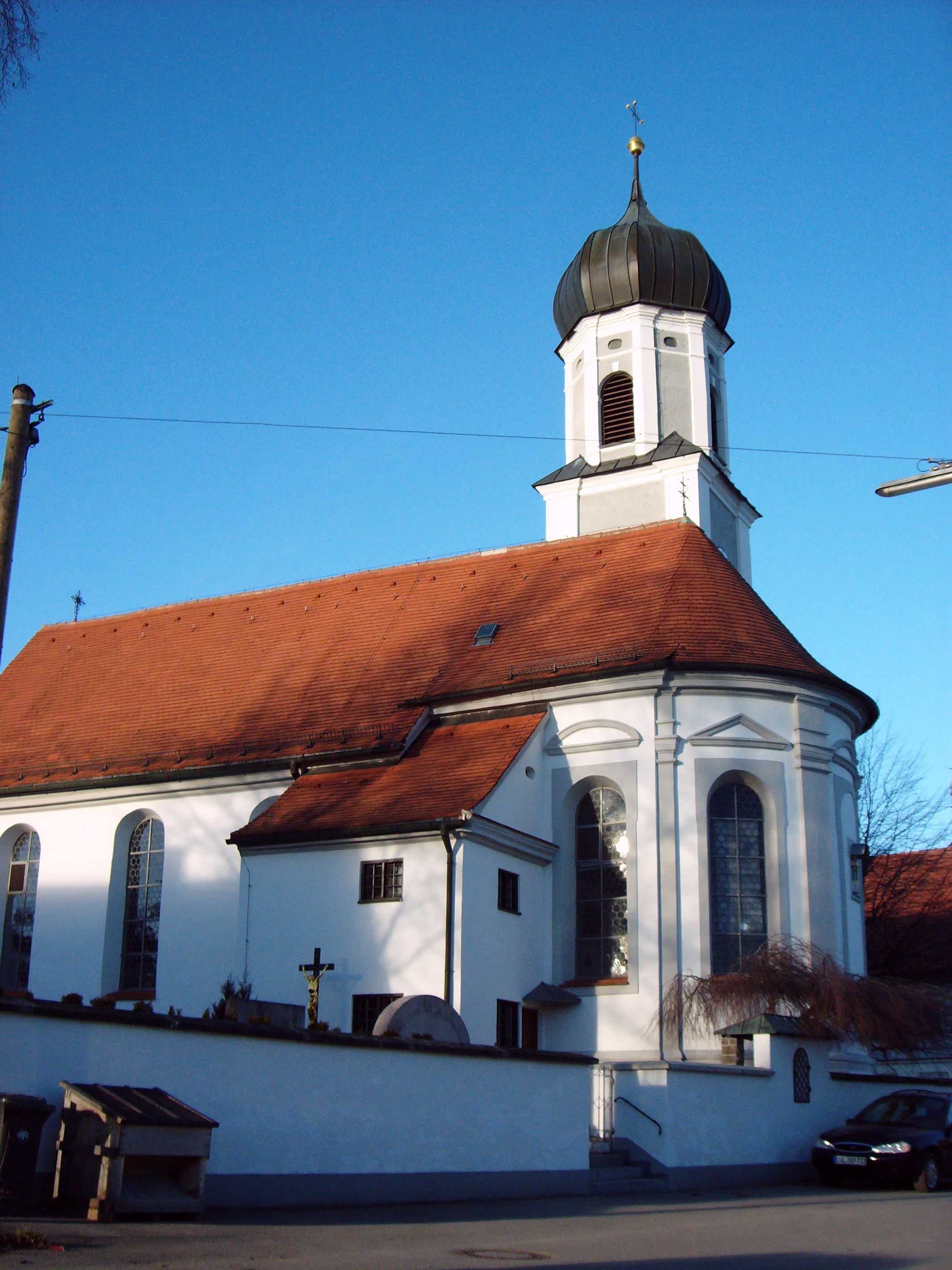
Kirche St. Nikolaus in Lengenfeld

## Sehenswürdigkeiten
- Kath. Pfarrkirche St. Nikolaus: Chor und Turmoberteil wurden 1707 bis 1709 vom Rettenbacher Baumeister Joseph Miller auf spätmittelalterlichen Fundamenten neu gebaut[2] und um 1750 mit Stuckaturen versehen. Der Hochaltar stammt von St. Martin, Kaufbeuren.
- Burgstall: Etwa 800 m ostsüdöstlich der Kirche an der Straße im Hofwald gibt es einen 1306 erstmals erwähnten, 1414 aufgegebenen Burgstall.[3][4]

## Persönlichkeiten
Der Moraltheologe Jakob Danzer stammt aus Lengenfeld.